# Jászvásári nemzetközi repülőtér
A Jászvásári nemzetközi repülőtér (román nyelven: Aeroportul Internațional Iași) (IATA: IAS, ICAO: LRIA) Románia egyik nemzetközi repülőtere, amely Jászvásár közelében található. Éves utasforgalma 5302 fő .

## Légitársaságok és úticélok
| Légitársaság             | Célállomások |
| ------------------------ | --- |
| Air Bucharest            | Szezonális charter: Antalya |
| Austrian Airlines        | Bécs |
| Blue Air                 | Barcelona, Beauvais, Brussels, Bucharest, Köln/Bonn, London–Luton, München, Rome–Fiumicino, Verona Szezonális: Turin Seasonal charter: Antalya, Heraklion                         |
| Corendon Airlines        | Szezonális charter: Antalya |
| Corendon Airlines Europe | Szezonális charter: Heraklion |
| TAROM                    | Bucharest, Timișoara |
| Wizz Air                 | Barcelona, Bari, Beauvais, Bergamo, Billund, Bologna, Catania, Charleroi, Dortmund, Eindhoven, Larnaca, Liverpool, London–Luton, Rome–Fiumicino, Tel Aviv, Treviso, Turin, Verona |

## Futópályák
A repülőtér futópályái:
- 14/32 (2400 m, 45 m, aszfalt)

## Forgalom
Az utasforgalom az elmúlt években az alábbi módon változott:
| Utasok száma | 5302 | 25 106 | 41 960 | 144 043 | 184 225 | 231 933 | 881 157 | 1 314 244 | 639 532 | 2 196 793 |
|              | 2000 | 2003   | 2005   | 2008    | 2011    | 2013    | 2016    | 2019      | 2021    | 2024      |